# Robert Westall
Robert Atkinson Westall (North Shields, 7 ottobre 1929 – Lymn, 15 aprile 1993) è stato uno scrittore inglese autore di numerosi romanzi per ragazzi.
Nonostante la maggior parte dei suoi lavori sia rivolta a un pubblico di giovani lettori, Westall ha trattato spesso tematiche complesse e adulte, spaziando anche nel fantastico, nell'horror e nel fantascientifico.

## Biografia
Robert Westall, nato nel 1929, è stato uno scrittore inglese autore di molti romanzi per ragazzi, Westall ha trattato anche di tematiche complesse rivolte maggiormente a un pubblico adulto. Robert Westall morì nel 1993.
Negli anni della Seconda guerra mondiale, ha trascorso l'infanzia a Brighton, un'ambientazione che ritorna nei suoi romanzi più riusciti e premiati.

## Opere
La produzione di Westall può essere sommariamente suddivisa in tre categorie: le storie ambientate durante la seconda guerra mondiale, le storie di ambientazione scolastica e i racconti del soprannaturale. I suoi personaggi, di ogni età, sono sempre dotati di grande forza di volontà.
Secondo WorldCat, i libri di Westall sono stati tradotti in 17 lingue

### Narrativa per adulti
- Antique Dust, 1989

### Antologie
- Spinetinglers, 1988
- Ghost Stories, 1993
- Cat's Whispers and Tales, 1996
- The Best of Robert Westall Volume One: Demons and Shadows, 1998
- The Best of Robert Westall Volume Two: Shades of Darkness, 1998

### Narrativa
- Una macchina da guerra (The Machine Gunners, 1975), traduzione di Lucio Angelini, Salani, 2010, ISBN 978-88-6256-199-0
- The Wind Eye, 1976
- Il teschio (The Watch House, 1977), traduzione di Cristina Scalabrini, Junior Horror 45, Arnoldo Mondadori Editore, 2000
- The Devil on the Road, 1978
- Fathom Five, 1979
- The Scarecrows, 1981
- Break of Dark, 1982
- Futuretrack Five, 1983
- The Haunting of Chas McGill, 1983
- I gatti del Seroster (The Cats of Seroster, 1984),  traduzione di Chiara Arnone, Superjunior 48, Arnoldo Mondadori Editore, 1994
- Rachel and the Angel, 1986
- The Creature in the Dark, 1988
- Una casa per Maggie (Ghost Abbey, 1988) traduzione di Francesca Grisgiovanni e Vittoria Viscardi, Arnoldo Mondadori Editore, 1992
- Viaggio nel buio (Ghosts and Journeys, 1988), traduzione di Ilva Tron, Superjunior 28, Arnoldo Mondadori Editore, 1992
- Blitzcat, 1989
- The Call and Other Stories, 1989
- Old Man on a Horse, 1989
- A Walk on the Wild Side, 1989
- Echoes of War, 1989
- Urn Burial, 1989)
- If Cats Could Fly, 1990 (Se i gatti volassero), pubblicato da Mondadori nella collana Junior tradotto in italiano ISBN 9788804456278
- La grande avventura (The Kingdom by the Sea, 1990), traduzione di Paolo Antonio Livorati, Il Battello a Vapore Serie rossa 74, Piemme, 2011
- The Promise, 1990
- Stormsearch, 1990
- Le pietre di Muncaster (romanzo breve, The Stones of Muncaster Cathedral, 1991), traduzione di Ada Arduini, Junior Horror 41, Arnoldo Mondadori Editore, 2000
- Lo stregone (Yaxley's Cat, 1991)
- Fearful Lovers, 1992
- Gulf, 1992
- Gioco pericoloso ('"Falling Into Glory), 1993, Mondadori 1995
- A Place For Me, 1993
- Size Twelve, 1993
- The Wheatstone Pond, 1993,
- A Place to Hide, 1994
- A Time of Fire, 1994
- The Witness, 1994
- Blitz, 1995
- Christmas Spirit, 1995
- The Night Mare, 1995
- Blizzard, 1996
- Harvest, 1996
- Love Match, 1997
- Voices in the Wind, 1997
- David and the Kittens, 2003)

### Saggistica
- Children of the Blitz, 1985

### Autobiografici
- The Making of Me, 2006

## Premi e riconoscimenti
Westall ha vinto due Carnegie Medal grazie ai romanzi Una macchina da guerra (1975) e The Scarecrows (1982). Si è anche aggiudicato il Nestlé Smarties Book Prize del 1989 con Blitzcat e il Guardian Award nel 1991 con The Kingdom by the Sea.